# Стивенсон, Норман
Норман Лэнг Стивенсон (англ. Norman Lang Stevenson; 25 ноября 1875, Эдинбург — 21 августа 1967, Эдинбург) — шотландский хоккеист на траве, нападающий. Бронзовый призёр летних Олимпийских игр 1908 года.

## Биография
Норман Стивенсон родился 25 ноября 1875 года в британском городе Эдинбург.
Играл в хоккей на траве за «Карфу» из Глазго и «Карлтон».
В 1908 году вошёл в состав сборной Шотландии по хоккею на траве на летних Олимпийских играх в Лондоне и завоевал бронзовую медаль, которая пошла в зачёт Великобритании. Играл на позиции нападающего, провёл 2 матча, мячей не забивал.
Умер 21 августа 1967 года в Эдинбурге.